# Claudius Madrolle

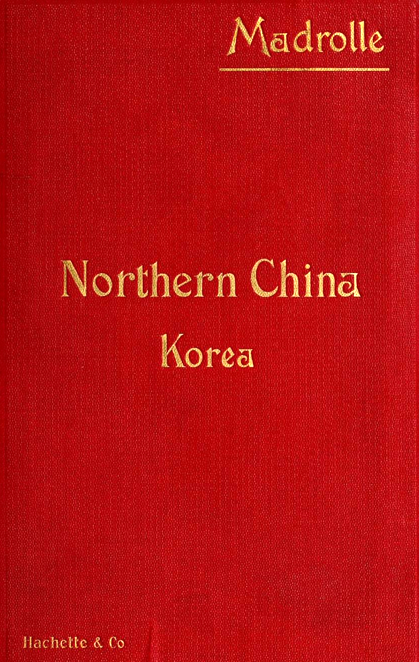
Couverture d'un ouvrage de Madrolle, Northern China, 1912, traduit en anglais

Claudius Madrolle (né le 22 juillet 1870 à Dieppe et mort le 16 juin 1949 à Neuilly-sur-Seine) est un explorateur et cartographe français, célèbre pour ses Guides Madrolle, guides de voyage qui couvraient l'ensemble de l'Extrême-Orient, certains ayant eu une version en anglais.

## Biographie
En 1892, il voyage au Sénégal, en Gambie, en Casamance et en Guinée puis, en 1894, explore Madagascar et La Réunion avant de se rendre dans les Indes britanniques, au Siam et en Indochine.
En 1895, il visite la Chine, remonte le Fleuve Bleu, explore le Sichuan et le Yunnan mais ne parvient pas à entrer au Tibet. À la fin de la même année, il voyage à Hainan qu'il traverse du nord au sud et découvre que les montagnes y sont peuplés de dangereuses peuplades, les Laï (en) qui ont été refoulés dans l'intérieur par les Chinois.
Pendant une courte période (1902-1907) il est attaché au cabinet du gouverneur général de l'Indochine (1902), il en devient sous-chef en 1907 et est chargé de missions au Yunnan, à Hainan et dans la presqu'île de Lei-Tcheou. Il donne en 1907 une carte de Hainan qui fait autorité.
En 1902, il crée la collection des Guides Madrolle spécialisés sur l'Extrême-Orient principalement sur l'Indochine et la Chine mais aussi les Philippines, les Indes, Ceylan  le Japon, et la Mandchourie. Entre 1902 et 1939 parurent 70 éditions de ses guides dont 11 en anglais.

## Œuvres
Outre une centaine de cartes, on lui doit des récits de voyage :
- Notes d'un voyage en Afrique occidentale : de la Casamance en Guinées par le Fouta Diallo, conférence à la Société de géographie commerciale en novembre 1893, Librairie H. Le Soudier, Paris, 1894 (lire en ligne)
- Le Continent noir. En Guinée, Librairie H. Le Soudier, Paris, 1895 (lire en ligne)
- La Péninsule du Loui-Tcheou, Annales de géographie, 1897-1898, p. 177-180 et 270-272
- Étude sur l'île de Haï-Nan, Bulletin de la Société de géographie, 1898 (lire en ligne)
- Itinéraire dans l'ouest de la Chine en 1895, 1900 (lire en ligne)

ainsi que des guides de voyage, appelés à former la collection des Guides Madrolle parmi ceux-ci :
- De Marseille à Canton. Guide du voyageur. Indo-Chine, canal de Suez, Djibouti, Indes, Ceylan, Siam, Chine méridionale, Comité Asie française, Paris, 1902 (lire en ligne). Le premier Guide Madrolle[1]
- Chine du Nord et de l'Ouest. Corée. Le Transsibérien, Comité de l'Asie française,Paris, 1904 (lire en ligne)
- Chine du Sud, 1904 (extrait)
- Tonkin du Sud, Hanoï. Les Annamites, Hanoï, pays de So'n-tâi, pays de So'n-nam, Comité de l'Asie française, Paris, 1907 (lire en ligne)
- Chang-Hai et la vallée du fleuve Bleu, Librairie Hachette, Paris, 1911 (lire en ligne)
- Hanoï et ses environs, Librairie Hachette, Paris, 1912 (lire en ligne)
- La Ligne du Yun-nan. Tonkin. Chine. Excursions et itinéraires, Librairie Hachette, Paris, 1913 (lire en ligne)
- Northern China, 1912, premier Guide Madrolle en anglais
- Chine du Sud. Java. Japon. Presqu'île malaise. Siam. Indo-Chine. Philippines. Ports américains, Librairie Hachette, Paris, 1916 (2e édition) (lire en ligne)
- Annam central : Hué, tombes royales, Tourane Mi-so'n, Librairie Hachette, Paris (lire en ligne)
- Vers Angkor. Saïgon. Phnom-Penh. Cochinchine, Cambodge, Librairie Hachette, Paris, 1925 (2e édition) (lire en ligne)
- De Marseille à Saigon, les escales de la traversée de France en Indochine : Djibouti, Éthiopie, Ceylan, Malaisie, Librairie Hachette, Paris, 1926 (lire en ligne)
- De Saïgon à Tourane. La Route mandarine du Sud-Annam. Les Monuments Cham. Le circuit des monts Pandarang, Dalat et le Lang-Biang, Librairie Hachette, Paris, 1926 (lire en ligne)